# Rangsi (Rolpa)
Pour les articles homonymes, voir Rangsi.
Rangsi (en népalais : राङ्सी) est un comité de développement villageois du Népal situé dans le district de Rolpa. Au recensement de 2011, il comptait 4 650 habitants.